# グリーンガム
グリーンガム（パッケージ表記はGREEN GUM）は、1957年4月にロッテが発売したガムで、日本で発売されたものの中でも特に歴史の古いガムである。葉緑素（クロロフィル）を配合した薄い緑色が特徴的なガムで、脱臭・殺菌作用がアピールされている。
希望小売価格は2007年からオープン価格を導入（1パック9枚入り、消費税抜き94円前後）。3パックセットになったグリーンガム3P、5パック入りの同5Pに加え、2014年のリニューアルと同時に糖衣をしていない粒タイプが追加されている（1パック12粒入り）。

## 来歴
発売当初、当時としては珍しく天然チクルをガムベースに使っている点を謳い、6枚入り20円。男女交際が盛んになり始めた時代背景や、翌年に開始した玉置宏司会のテレビ番組『ロッテ 歌のアルバム』、1961年の特賞一千万円（当時の公務員の初任給は14,200円）の大型懸賞による宣伝効果もあり、発売当初から「お口のエチケットガム」として人気を集めた。また天然チクルの正式輸入が認められたのも本商品の発売前後だった。
ガムの味自体も変更を繰り返してきたが、2014年に発売開始以来となる大幅リニューアルを実施。よりミントの香りと味わいにこだわったものとなり、併せてシュガーレス仕様となった。また、2006年には1980年代当時のパッケージと味を再現した「- クラシックタイプ」が発売されたこともある。2006年時点のものと比べ味が全体的にマイルドで甘めになっていた。
なお、同社のガム製品は、東京都新宿区の新宿工場で製造されている。

## パッケージ
森林をイメージした緑をベースにし、ロゴを赤と白で修飾するのが基本的なデザインで、こちらも何度か変更が行われている。
1993年から使われた“GREEN GUM”のロゴを大きくしたデザインは佐藤卓によるもので、2004年のマイナーチェンジでより明るいトーンに変更された。これには5本すべての木が強風にあおられている、右から2番目の木が広葉樹になっている、などのレア・パッケージも存在する。
2014年のリニューアルでは緑のツートーンが採用され、“GREEN”と“GUM”を2つの面で表示する形に改められた。

## 初摘みミントを使用
2014年、大幅リニューアルに伴い初摘みミントを使用した商品を発売開始。初摘みミントとは、その年、花が咲く前最初に刈り取ったミントのことで、雑味が少なくフレッシュな香りが特徴的。ミントの香りと味わいを強化し、後味をすっきりさせると謳っている。併せて、砂糖を使用しないシュガーレス品質になった。

デザインはミントリーフを用いてペパーミントのナチュラルなイメージを創出し、カラーリングはグリーンのツートーンカラーを採用。濃いグリーンはロングセラーとしての王道感、薄いグリーンは初摘みミントのさわやかさを表現している。

また初摘みミントは、グリーンガムの他に、お酒、餃子、香りを楽しむオイルなどで商品化されている。